# های اونگار
های اونگار (به انگلیسی: High Ongar) یک روستا و محله مدنی در بریتانیا است که در Epping Forest واقع شده‌است. های اونگار ۱٬۱۷۱ نفر جمعیت دارد.